# Hôtel Legouz de Gerland
L’hôtel Legouz de Gerland est un hôtel particulier Renaissance, classique et XIXe siècle situé 21 rue Vauban, à Dijon, dans le département de la Côte-d'Or.

## Histoire
La partie la plus ancienne de l'hôtel, celle sur l'actuelle rue Jean-Baptiste-Liégeard, a été construite en 1538 par la famille Chissey-Varanges, qui l'a ornée de trois échauguettes évoquant les trois tours figurant dans ses armoiries.
Dans les années 1670, Pierre Legouz Morin, propriétaire de l'hôtel, fit prolonger la façade et ajouta, à l'angle des rues Jean-Baptiste-Liégeard et Amiral-Roussin, une échauguette inspirée de celles existant déjà.
Son fils Charles Legouz Morin, qui était maître de la garde-robe de la dauphine, fit construire vers 1698, du côté de l'actuelle rue Vauban, une cour intérieure en hémicycle, percée de huit arcades et décorée de guirlandes, de motifs floraux et du monogramme du propriétaire. Cet hémicycle est inspiré de celui de la place Royale toute proche qui venait d'être créée.
Au XIXe siècle, l'hôtel fut acquis par Jean-Baptiste Liégeard. À la mort de celui-ci en 1887, il passa à son fils Stéphen Liégeard, qui plaça ses initiales au-dessus du portail d'entrée et fit unifier certaines façades, notamment celles sur la rue Jean-Baptiste-Liégeard et la rue Amiral-Roussin. Au décès de Stéphen Liégeard en 1925, l'hôtel revint à son fils Gaston Liégeard ; après la disparition de celui-ci, il passa au comte de Saint-Quentin. Il appartient actuellement à plusieurs propriétaires.
Ce bâtiment est inscrit monument historique depuis le 10 novembre 1925.

## Galerie

Vue panoramique de la cour de l'hôtel Legouz de Gerland

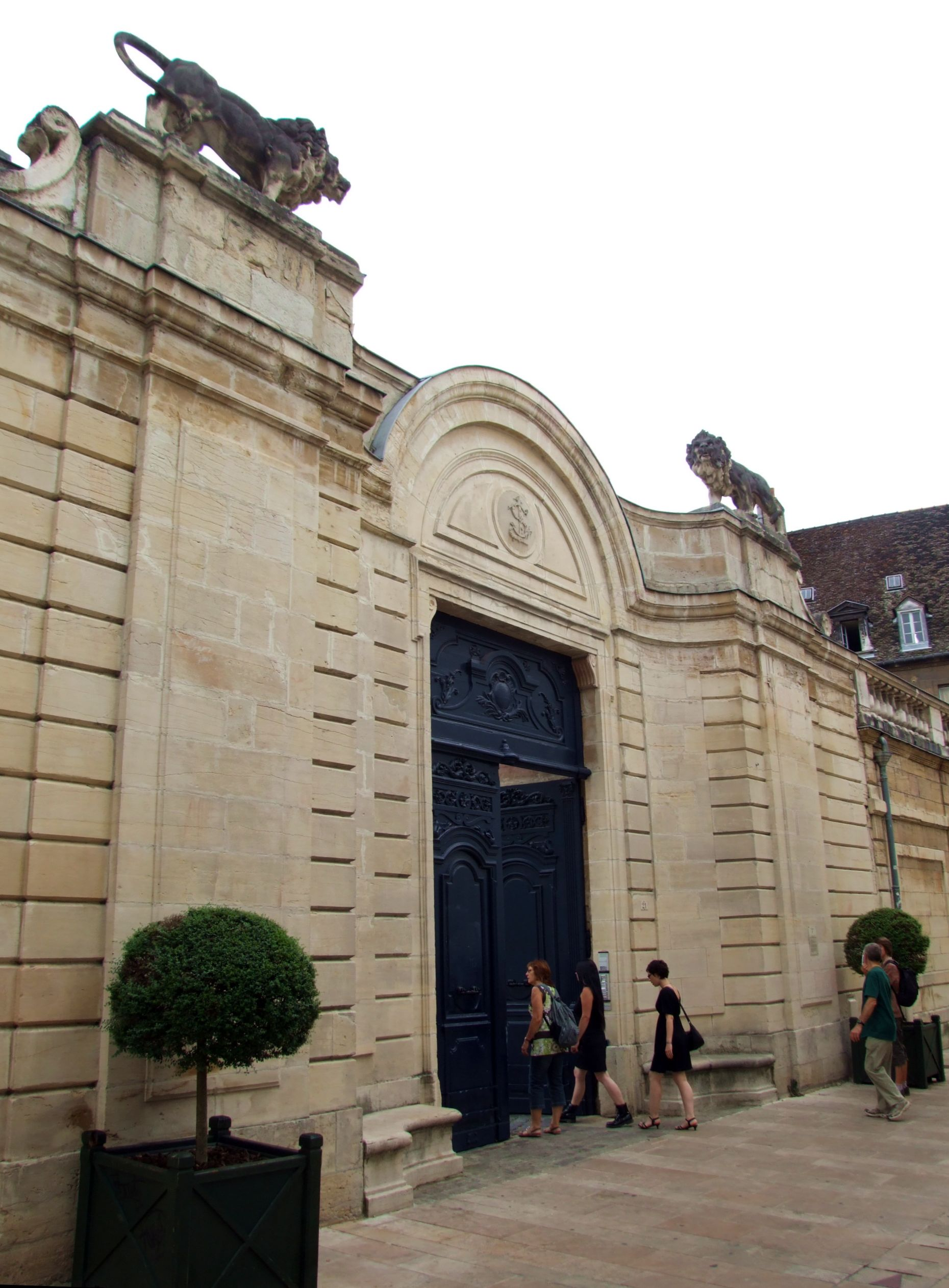
Portail d'entrée de l'hôtel rue Vauban.
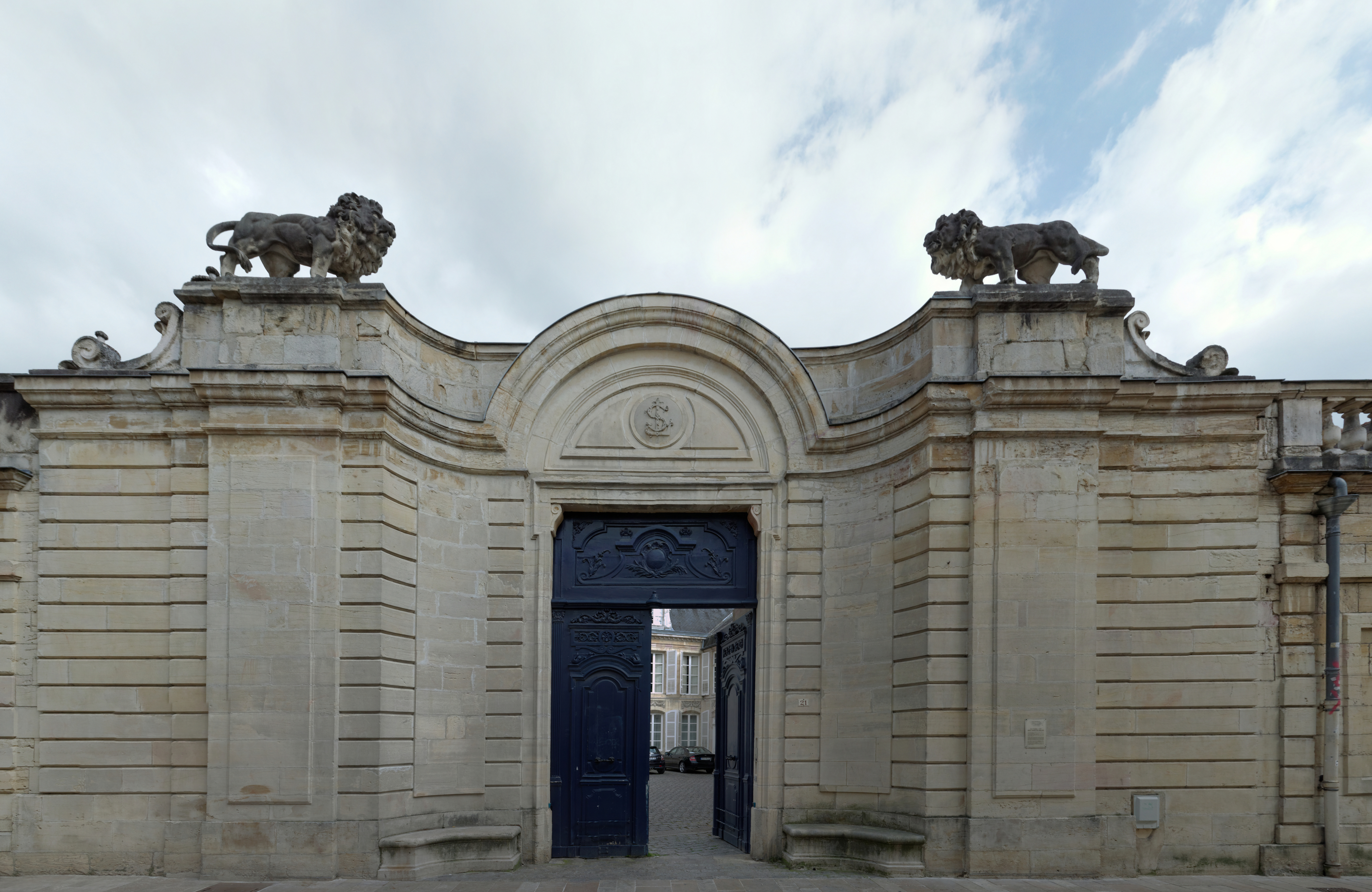
Portail d'entrée de l'hôtel rue Vauban.
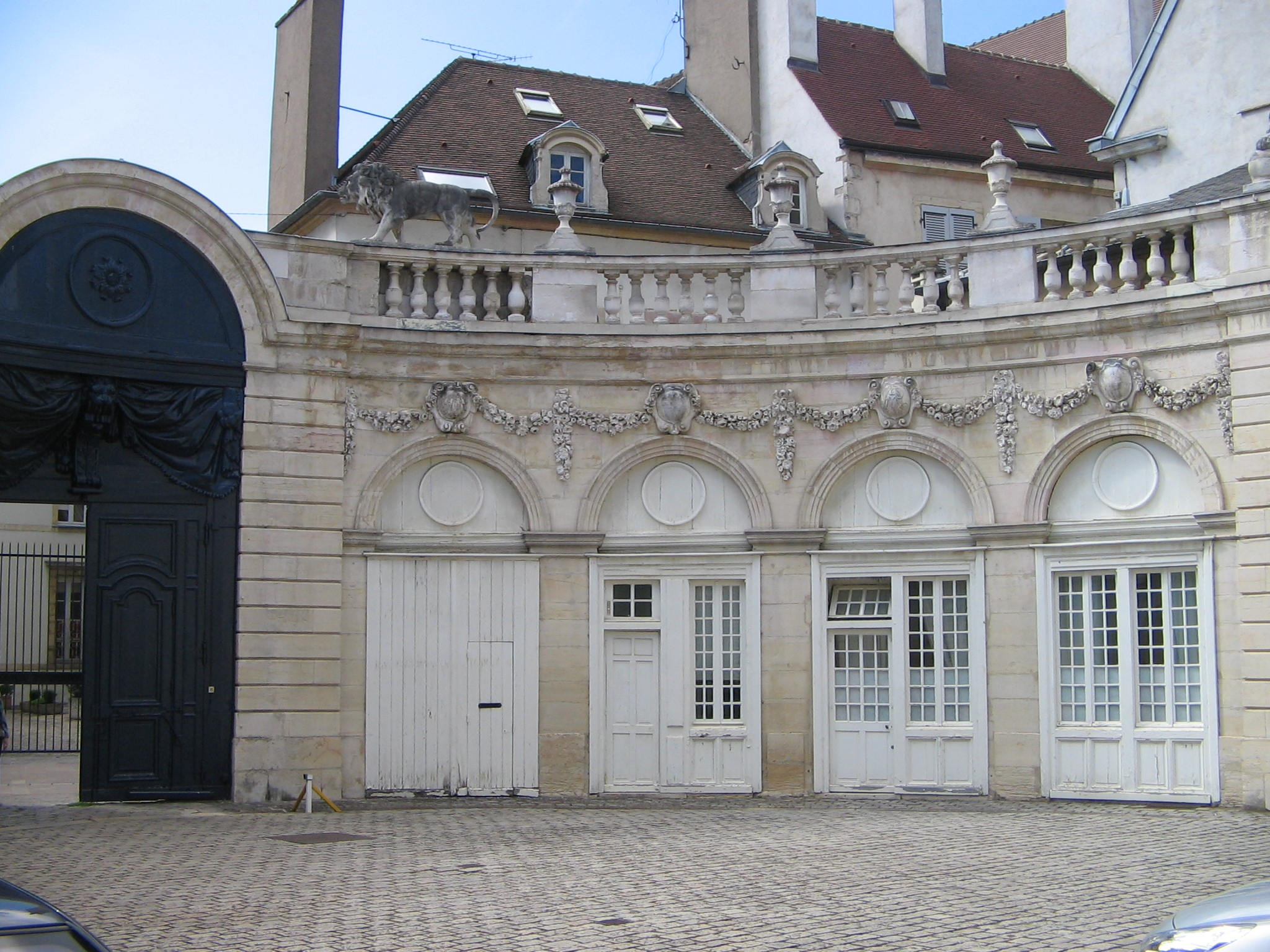
Cour en hémicycle de l'hôtel.
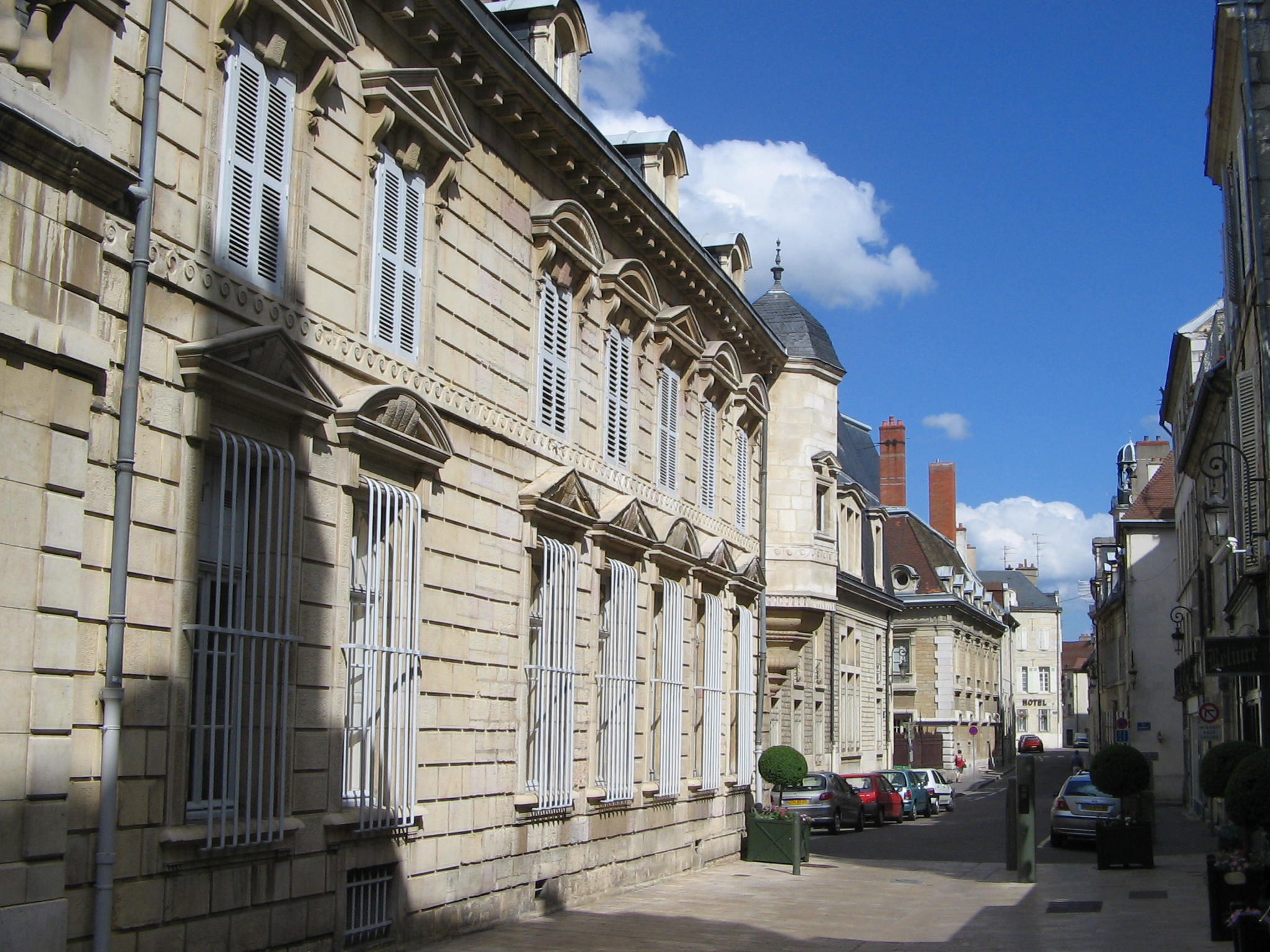
Façade rue Amiral-Roussin.
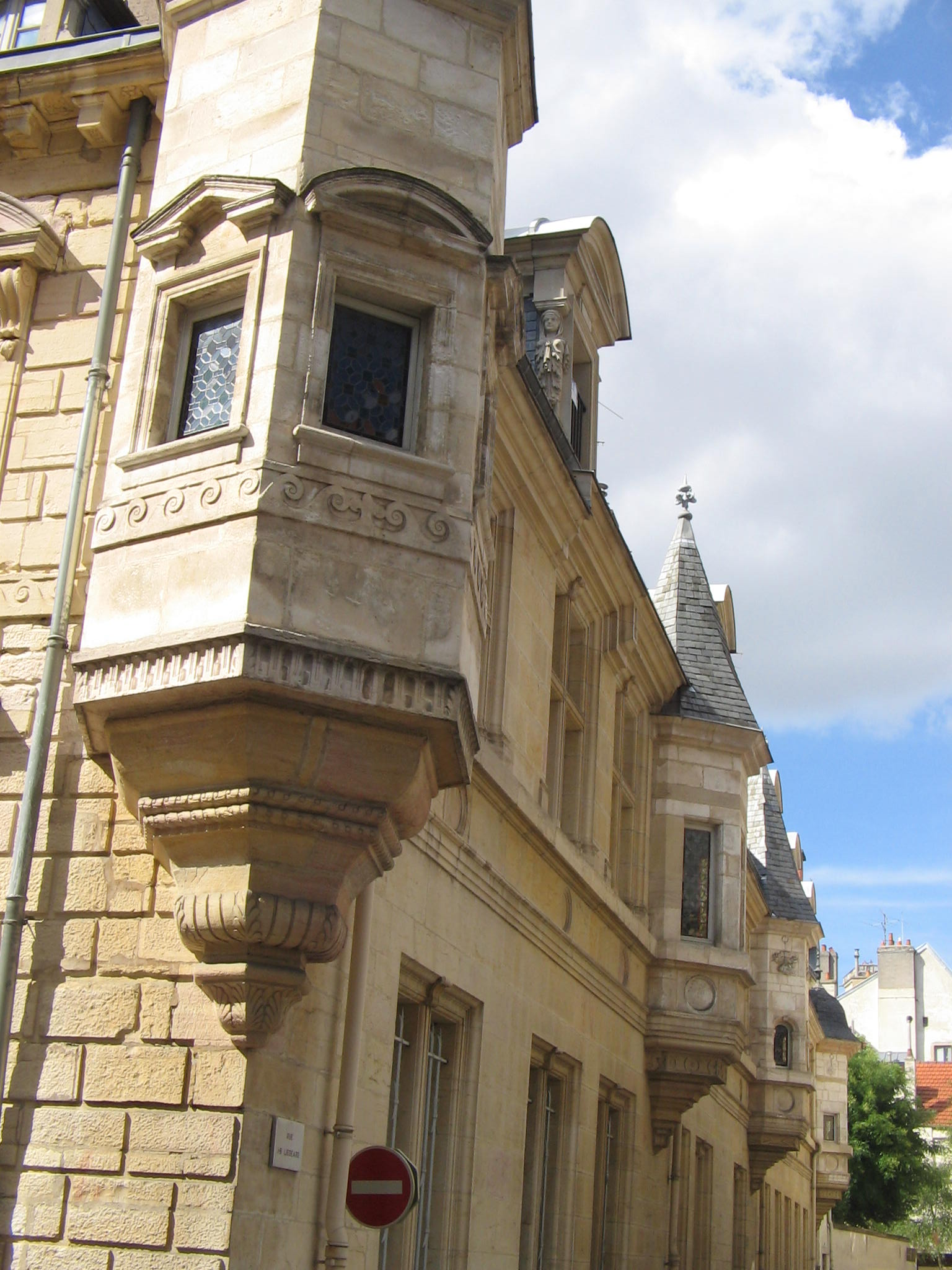
Échauguette à l'angle des rues Amiral-Roussin et Jean-Baptiste-Liégeard.
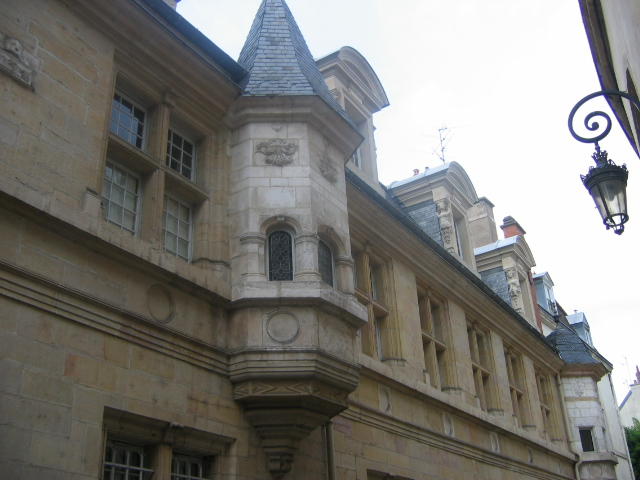
Façade Renaissance rue Jean-Baptiste-Liégeard.
Vue de l'angle des rues Amiral-Roussin et Jean-Baptiste-Liégeard
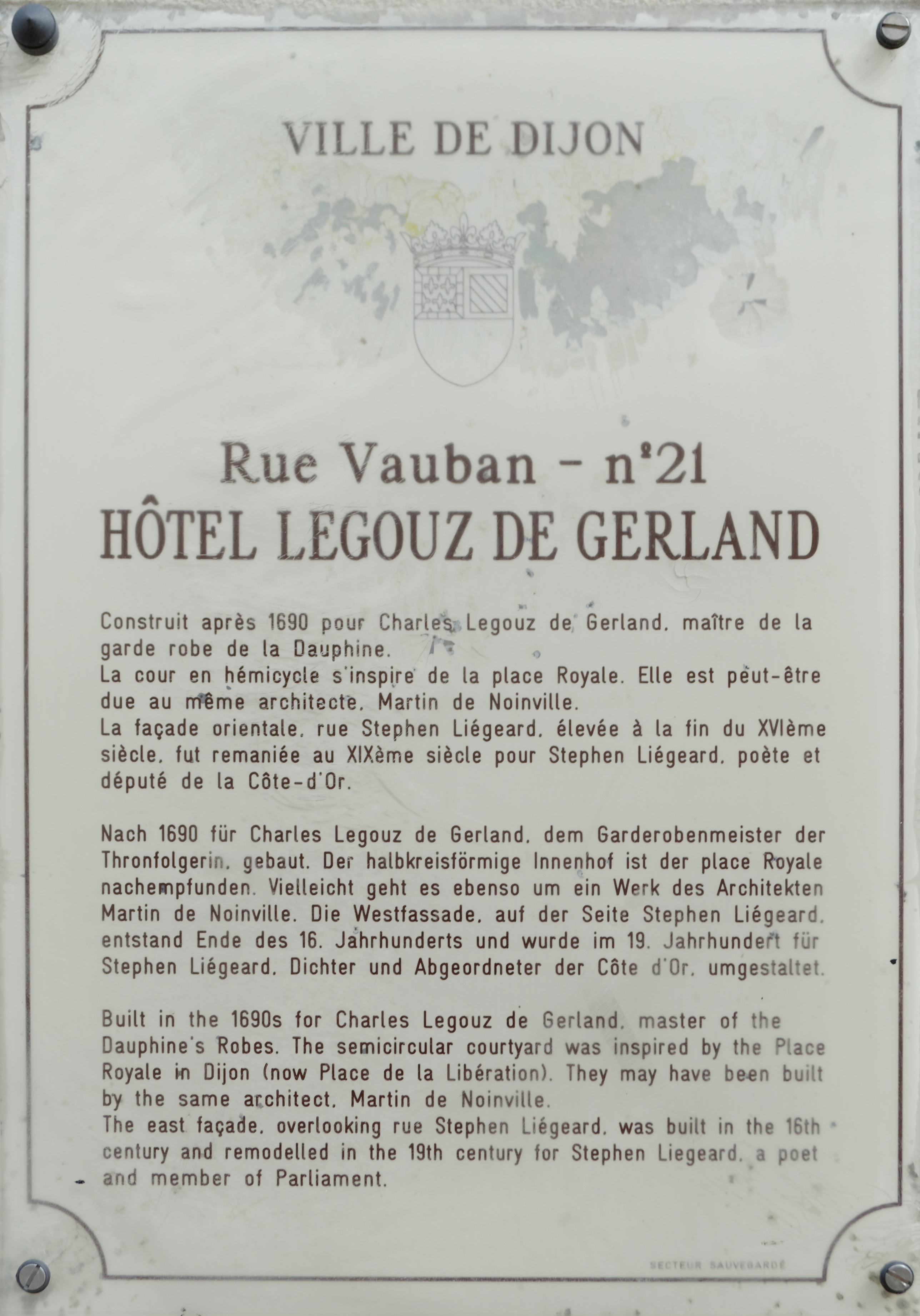
Plaque d'information trilingue